# Krigsåret 1937

## Pågående krig
- Andra sino-japanska kriget (1937-1945)
  - Kina på ena sidan
  - Japan på andra sidan

- Kinesiska inbördeskriget (1927-1949)
  - Republiken Kina på ena sidan
  - Kinas kommunistiska parti på andra sidan

- Spanska inbördeskriget (1936-1939)[1]

## Händelser

### Mars
- 8 - Italienska trupper anförda av Mario Roatta bryter igenom den lojalistiska fronten med 100 stridsvagnar understödda av artilleri.
- 12 - Lojalisterna går till motoffensiv och driver tillbaka de italienska trupperna.

### April
- 26 - Tyskland och Italien, som stöder Francisco Franco och hans anhang i spanska inbördeskriget, skickar iväg tyskt och italienskt stridsflyg att bomba Guernica i Spanien. Bombningarna ingår i fascisternas kamp mot republikanerna.

### Juli
- 7 - Japan anfaller Kina; andra sino-japanska kriget. Vapenvila i kinesiska inbördeskriget strax innan Japan anfaller Kina.

### September
- 13 - Japanska trupper intar Shanghai.

### Fotnoter
1. ↑  ”Chronological List of All Wars”. Arkiverad från originalet den 9 oktober 2014. https://web.archive.org/web/20141009082543/http://www.correlatesofwar.org/COW2%20Data/WarData_NEW/WarList_NEW.pdf. Läst 29 juni 2011.